# Strutînka (Ananiev), Bârzula
Strutînka (în ucraineană Струтинка) este un sat în comuna Ananiev din raionul Bârzula, regiunea Odesa, Ucraina.

## Demografie
Componența lingvistică a localității Strutînka
     Ucraineană (97,69%)
     Rusă (2,31%)
Conform recensământului din 2001, majoritatea populației localității Strutînka era vorbitoare de ucraineană (97,69%), existând în minoritate și vorbitori de rusă (2,31%).